# Ballistics

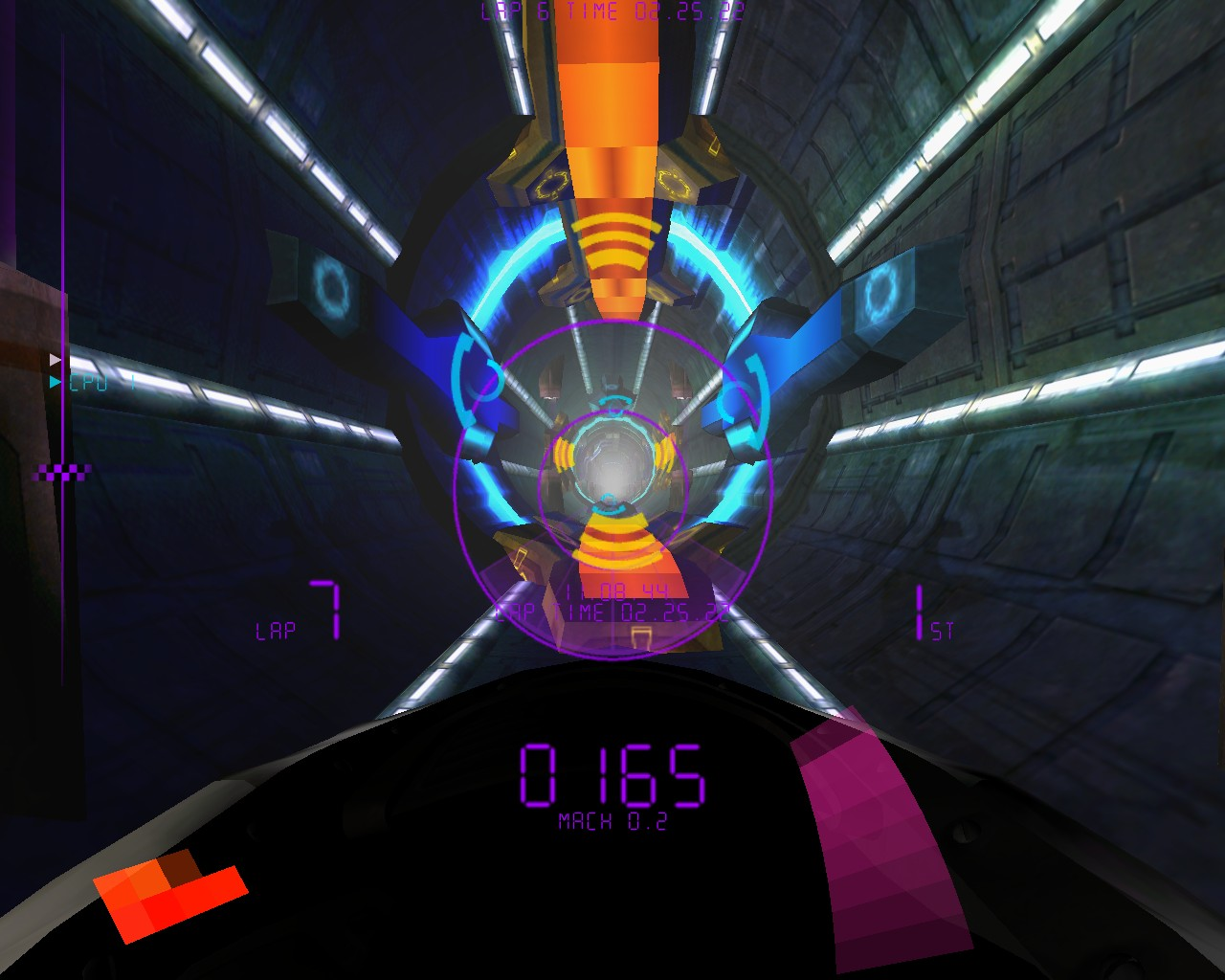
Imatge del joc

Ballistics és un videojoc de curses futuristes per a PC, desenvolupat per GRIN i distribuït per Xicat Interactive el 2001. GRIN va desenvolupar una versió arcade d'aquest joc, distribuït el 2002 amb un únic seient reclinable per Triotech Amusement. Els jugadors corren a través de set diferents pistes en diferents lligues contra altres competidors sobre motos aèries d'alta velocitat.
El joc fou el primer a ser llençat per GRIN, i presentà la primera versió del motor de joc Diesel. GRIN treballà en estreta col·laboració amb NVIDIA per després incorporar-hi les noves tecnologies en el joc, i fou comercialitzat com un dels títols d'insígnia per a la sèrie GeForce 3 de targetes de vídeo.
La reacció crítica fou en general favorable, amb els ressenyadors estant impressionats per la bellesa dels gràfics i l'emocionant representació de la velocitat. Estaven, tanmateix, decebuts lleugerament amb la natura superficial de la jugabilitat. Una nova versió del joc d'arcade fou llençat el 2003, incorporant la tecnologia de simulador de moviment en la màquina d'arcade.